# ロッカ・ディ・ボッテ
ロッカ・ディ・ボッテ（イタリア語: Rocca di Botte）は、イタリア共和国アブルッツォ州ラクイラ県にある、人口約800人の基礎自治体（コムーネ）。

## 地理

### 位置・広がり

#### 隣接コムーネ
隣接するコムーネは以下の通り。括弧内のRMはローマ県（ラツィオ州）所属を示す。
- アルソリ (RM)
- カメラータ・ヌオーヴァ (RM)
- カッパドーチャ
- チェルヴァーラ・ディ・ローマ (RM)
- オリーコラ
- ペレート